# 17才の頃
「17才の頃」（原題： At Seventeen）は、シンガーソングライターのジャニス・イアンが1975年に発表した楽曲。本作品を収録したアルバムとともに大ヒットとなった。

## 概要
1973年、イアンは母親の家で3か月かけて「17才の頃」を書いた。きっかけは『ニューヨーク・タイムズ』の記事だった。
レコーディングは1974年、ニューヨーク州ロックランド郡ブローヴェルトの914サウンド・スタジオで行われた。本作品に関わったミュージシャンはアル・ゴーゴーニ（アコースティック・ギター）、デヴィッド・スナイダー（アコースティック・ギター）、サル・ディ・トリア（ギター）リチャード・デイヴィス（ダブル・ベース）、バリー・ラザロウィッツ（ドラムズ）、バート・コリンズ（フリューゲルホルン）、アラン・ラフ（バルブトロンボーン）ほか。イアンもアコースティック・ギターを弾き、ホーンの編曲を担当した。
1975年2月発売のアルバム『愛の回想録（Between the Lines）』に収録され、同年5月にシングルカットされた。B面はアルバム『ジャニスの私小説（Stars）』に収録された「Stars」。
1975年9月13日から9月20日にかけてビルボード・Hot 100で2週連続で3位を記録した。そのほか、ビルボードのイージーリスニング・チャートとキャッシュボックスで1位を記録した。1975年の年間チャートにおいても19位を記録した。
『サタデー・ナイト・ライブ』の記念すべき第1回放送（1975年10月11日）でイアンは本作品を披露した。
イアンは本作品により、第18回グラミー賞（1976年2月開催）で最優秀女性ポップ・ヴォーカル・パフォーマンス賞を受賞した。

## カバー・バージョン
- アニタ・カー - 1975年のシングル。
- クロード・フランソワ - 1975年のアルバム『Pourquoi pleurer (Sur un succès d'été)』に仏語バージョンを収録。
- ジョン・クレマー - 1976年のアルバム『Barefoot Ballet』に収録。
- Chocolat - 1999年のアルバム『ハムスター』に収録。
- タラ・マクリーン - 1999年公開の映画『鬼教師ミセス・ティングル』の中でカバー・バージョンが使用された。
- リアン・キャロル - 2005年のアルバム『Standard Issue』に収録。
- サラ・ジェーン・モリス - 2008年のアルバム『Migratory Birds』に収録[8]。
- セリーヌ・ディオン - 2013年のアルバム『ラヴド・ミー・バック・トゥ・ライフ』に収録。
- ジュリア・サワラ - 2016年公開の映画『ザッツ・ファビュラス!』に出演したサワラは映画の中でカバーした。